# Câmpulung Moldovenesc
Câmpulung Moldovenesc  (ook wel Cîmpulung Moldovenesc; Duits: Kimpolung; Hongaars: Moldvahosszúmező; Oekraïens: Довгопілля, Dovhopillja; Pools: Kimpolung Mołdawski) is een stad (oraș) in de Roemeense streek Boekovina, en daarmee het district Suceava. De stad telt 16.105 inwoners (2011). Câmpulung Moldovenesc is de vierde grootste stad in het district Suceava Județul Suceava, en staat daarmee qua inwoneraantal onder de steden Fǎlticeni, Rădăuți en Suceava.
Câmpulung Moldovenesc werd in 1995 uitgeroepen tot een stad, samen met twee andere steden in het district Suceava: Fălticeni en Rădăuţi. Câmpulung Moldovenesc heeft een oppervlakte van 147 km² en het was de hoofdstad van het voormalige district Câmpulung Județul Câmpulung tot 1950. Dat district is toen samengevoegd met het district Suceava.

## Ligging
Câmpulung Moldovenesc ligt midden in de historische regio Boekovina, in het dal tussen de bergen aan oevers van de rivier de Moldova. Câmpulung Moldovenesc ligt op een belangrijke verkeersader door Noord- Roemenië, namelijk de nationale weg DN17. Die weg verbindt Dej met Suceava, ofterwijl West-Roemenië met Oost-Roemenië. Verder is Câmpulung Moldovenesc bereikbaar via het spoor. 